# El Paso Holocaust Museum
Das El Paso Holocaust Museum and Study Center ist ein Holocaust-Museum in El Paso.
Es ist nach eigenen Angaben das einzige komplett zweisprachige Holocaust-Museum (Englisch und Spanisch) und eines von nur 13 eigenständigen Holocaust-Museen in den Vereinigten Staaten von Amerika. Seine Aufgabe ist, „die Geschichte des Holocausts zu vermitteln, um Vorurteile und Intoleranz durch Bildung, Öffentlichkeitsarbeit und kulturelle Aktivitäten zu bekämpfen“.
Gegründet wurde es von Henry Kellen, einem polnischen Juden, der den Krieg in einem Versteck in Litauen überlebte und 1946 in die Vereinigten Staaten auswanderte.
Auf seiner Webseite listet das Museum Überlebende des Holocaust auf, die in der Gegend von El Paso nach dem Krieg eine neue Heimat gefunden haben, darunter Dr. Edith Eger.